# Handbollsligan dam
Handbollsligan dam, tidigare kallad Allsvenskan (1971–1989), Elitserien (1989–2016) och Svensk handbollselit (2016–2023), är Sveriges högsta division i handboll för damer.

## Historia
Säsongen 1955/1956 spelades på försök en riksomfattande serie på damsidan. Lagen delades in i tre grupper: Östsvenska, Västsvenska och Sydsvenska. Försöket ansågs lyckat och fortsatte åren efter.
| Östsvenska serien         | Västsvenska serien        | Sydsvenska serien     |
| ------------------------- | ------------------------- | --------------------- |
| Kv. SK Artemis, Stockholm | Redbergslids IK, Göteborg | Kalmar AIK            |
| IK Göta, Stockholm        | IK Heim, Göteborg         | Kalmar FF             |
| IK Tellus, Stockholm      | Kv. IK Sport, Göteborg    | Kalmar BOIS           |
| Älvsjö AIK, Stockholm     | Göteborgs Kv. IK          | IFK Karlskrona        |
| IFK Nyköping              | IK Ymer, Borås            | Långö AIK, Karlskrona |
| IF Thor, Uppsala          | Uddevalla IS              | IFK Karlshamn         |
| GUIF, Eskilstuna          | Mariestads AIF            | IFK Kristianstad      |
| Västerås HF               | KFUM-Trollhättan          | IF Hallby, Jönköping  |

Fram till säsongen 1970/1971 var Sverige indelat ett dussintal regionala serier, på slutet med tre division 1-serier som högsta serienivå.
1971 fick damerna sin egen landsomfattande högstadivision, Allsvenskan, med åtta lag. Kvinnliga IK Sport vann både serien och SM-finalen och kunde titulera sig både seriesegrare och svenska mästare.
Inför säsongen 1989/1990 bytte högsta serien namn från Allsvenskan till Elitserien. Inför säsongen 2016/2017 bytte serien namn igen till SHE, vilket stod för "Svensk handbollselit". Sedan säsongen 2023/2024 heter serien Handbollsligan dam för att utgöra ett gemensamt varumärke med herrarnas högsta serie som samtidigt bytte namn till Handbollsligan herr.

## Svenska mästerskapet

### 1951–1967
Mellan 1951 och 1967 avgjordes svenska mästerskapet i utslagsform. Kvinnliga IK Sport (KvIK Sport) från Göteborg vann guldet 1951 och blev därmed de första svenska mästarna i inomhushandboll för damer. De första säsongerna fick alla intresserade föreningar delta, genom fri anmälan.
1962 spelades för första gången ett SM-slutspel för damhandbollen inomhus. Elva mer eller mindre lokala och regionala serier spelades, alltifrån Norrbottensserien i norr till sydvästra serien i söder. Alla seriesegrarna fick sedan delta i SM-slutspelet för att utse svenska mästarna. IK Ymer vann finalen mot Kvinnliga SK Artemis med 7–6 efter förlängning (6–6 vid full tid).

### 1968–1976
1968 avgjordes svenska mästerskapet genom att de fyra främsta lagen i högsta serien möttes i en slutspelsserie. Den följande fem åren (1969, 1970, 1971, 1972 och 1973) spelade man åter i utslagsform. 1974–1976 möttes de fyra främsta lagen i en slutspelsserie (1974 och 1975 de tre främsta i allsvenskan och, efter kval, den främsta klubben i de tre Norrlandsgrupperna; 1976 de fyra främsta i allsvenskan).

### 1977 och framåt
Sedan 1977 koras svenska mästare efter slutspel med de främsta lagen i högsta serien.
Svenska mästerskapet avgörs genom en grundserie, Handbollsligan, och sedan SM-slutspel. Laget som vinner slutspelet blir svenska mästare.